# Singleton, West Sussex
Singleton är en ort och civil parish i Storbritannien.   Den ligger i grevskapet West Sussex och riksdelen England, i den södra delen av landet, 80 km sydväst om huvudstaden London. Singleton ligger 58 meter över havet och antalet invånare är 476.
Terrängen runt Singleton är platt åt sydväst, men åt nordost är den kuperad. Terrängen runt Singleton sluttar söderut. Runt Singleton är det ganska tätbefolkat, med 134 invånare per kvadratkilometer. Närmaste större samhälle är Bognor Regis, 15,3 km söder om Singleton. Trakten runt Singleton består till största delen av jordbruksmark.